# ドラグナーズアリア 竜が眠るまで
『ドラグナーズアリア 竜が眠るまで』（ドラグナーズアリア りゅうがねむるまで）は、2007年8月23日に日本一ソフトウェアから発売されたRPG。アメリカでは同年8月21日に発売。
本作は日本一ソフトウェアおよびその子会社NIS America、ヒットメーカー3社による共同開発プロジェクトから生まれたファンタジーRPGであり、竜と竜騎士との戦いをメインテーマにし、フル3Dで描かれる。

## ストーリー
古の時代、邪悪なる竜と聖なる竜とによる大いなる争いが発生。戦の果て、竜と竜騎士が力を合わせ、現在に至る平和な世界が築かれた。
時が流れて現代。聖なる竜の分身である六竜の加護を受け、世界の秩序は安定していた。
主人公・ハルトは竜騎士学校を卒業し、真のドラグーンとしての承認を受けるため、イーリスの首都グラナティスを訪れる。そこでは竜騎士の承認行事世界であり六竜が来臨する「聖六竜祭」が催されていた。しかし、式典の最中、突如現れた漆黒の邪竜がグラナティスの宮殿を破壊する。壊滅した宮殿に足を踏み入れたハルトは瓦礫の中で倒れている少女・ユーフェを介抱し、竜騎士隊長から他の五竜の調査を任される。ウォータードラゴンから宝珠を託されたユーフェはハルトと共に旅立つ。
ハルト達の旅は、世界の根源に触れる戦いへと繋がっていく。

## 世界観
本作においては聖竜の分け御霊である6匹の竜達が世界の秩序を維持しており、科学技術よりも古代の文明や技術がそのまま発達、継承され続けている。

## システム

### アクティブオーダーターンバトルシステム
戦闘は1ターン毎にパーティー内の各キャラクターにコマンドを入力して行なう。各ターンでパーティー内での行動順番を選択することが出来る。敵の方も内部で行動順番が決定されており、未行動のキャラクターのうち、味方と敵で攻撃順番が最初のキャラクターの素早さを比較することで次に行動するキャラクターを決定する。

### ガード
ガードを使用したキャラクターが攻撃対象となると、ルーレットが表示され、カーソルが回転を始める。カーソルが特定のポイントに来たところでタイミング良くボタンを押すと“成功”と判定され、ダメージを軽減することが出来る。一定時間内で何度でもボタンを押すことが出来、連続で成功するとダメージを大きく減らすことが出来る。但し、一度失敗するとそれまでの成功はリセットされる。

## 重要用語
聖竜
最も位の高い竜。世界は聖竜の分身である竜達（それぞれ「火、水、雷、土、風、氷」）により維持されている。

## 登場人物
ハルト・クラルヴァイン
声 - 岡本寛志
本作の主人公。17歳。世界を救った英雄「竜騎士」の末裔にしてその卵。誠実で人当たりの良い優等生。思慮深く、一度決めた事はやり通す一途さを持ち、その反面、真面目すぎて自分を束縛してしまう事もある。
物語の冒頭で、傷ついた竜騎士達に代わり、天変地異や世界の異変の調査する役目を与えられ、その旅を通してこの世界や竜の真実を知ることになる。
ユーフェ・カルム
声 - 前田愛
本作のヒロイン。常にポジティブで好奇心が強く活発にして快活。可愛い物好き。他人の負傷や病気を自分の身に引き受けて治癒する「ヒーリング能力」を持っている。
成り行きでハルトと共に旅をする事になる。出会った時からハルトに一目惚れしている（ユーフェ曰く「理想の王子様」）。
ラングレイ・ボールドウィン
声 - 諏訪部順一
ハルトの幼馴染で、皆の憧れの的である竜騎士。竜騎士の名門中の名門、ボールドウィン家の跡取り。幼少の頃から騎士として、そして跡取りとしての英才教育を受けてきた。その剣技はハルトに匹敵。力・速さ共に常人を大きく上回り、二刀流を使いこなすなどの器用さも兼ね備えている。
ルスラン・アベリツェフ
声 - 石田彰
人間と精霊の間に立ち、仲介役を務めるエルフ族の青年。長命種であるエルフとして長い時間を生きてゆく内に、人間の愚かさに嫌気が指して役目を放棄し、精霊界に引きこもるようになってしまう。捻くれ者だが、魔術の腕は確かである。
ウルリカ・エクルンド
声 - 野川さくら
13歳。海賊の頭領の娘として育てられてきた少女。11歳の時に父親を亡くし、海賊の跡継ぎとなる。義理人情に厚く豪快な性格。魔の海流によって沈んでしまった自分の船を引き上げるため、「ウォータードラゴン」を探している。